# ویتلسهوفن
ویتلسهوفن (به آلمانی: Wittelshofen) یک شهر در آلمان است که در آنسباخ واقع شده‌است.